# Рудий, чесний, закоханий
«Рудий, чесний, закоханий» (рос. «Рыжий, честный, влюблённый») — білоруський радянський художній фільм 1984 року режисера Леонід Нечаєв за мотивами казки Яна Екхольма «Тутта Карлссон, Перша і Єдина, Людвіг Чотирнадцятий і інші».

## Сюжет

### 1 серія
У лисячому сімействі живе лисеня Людвіг, чотирнадцятий у роді Ларссонів. Наймолодший у сім'ї, він відчуває огиду до брехні та хитрощів, яким навчають лисенят у лісовій школі, але дуже любить вірші і навіть намагається складати пісні. Не витримавши брехні, Людвіг пикидає лисячу школу. З вини брата Лабана зайчата і всі, хто з ним раніше дружив, вважають Людвіга таким саме брехуном, як інші лисиці, навіть їжак-пліткар Нільс його засуджує, тільки мудра сова Ілона вірить Людвігу, але не збирається переконувати нікого в його правоті. Людвіг тікає з дому. Випадково він приходить до людського житла, де знаходить нову подругу - курча Тутту Карлсон. Тутта вирішує познайомити Людвіга зі своєю родиною.

### 2 серія
В курятнику спочатку лякаються лисеня, але переконавшись, що Людвіг не хоче заподіять їм шкоди, кури і курчата товаришують з ним і пригощають його курячою їжею. Людвіг попереджає курей, що Лабан збирається напасти на курник. Півень, прийшовши в курник і побачивши Людвіга, зчиняє галас. За Людвігом ганяється пес Максиміліан, але Людвіг ховається від пса в його ж конурі. Врешті-решт пес ловить Людвіга, але потім виявляється, що вони обидва поети, пес товаришує з Людвігом і відпускає його, пригостивши кісточкою. Людвіг повертається додому та розповідає про свою дружбу з курями, але батьки вважають, що він жартує. Однак Лабан повертається додому з капканом на лапі. Ларсон-старший вважає, що дружба Людвіга з курями їм тільки на руку: тепер лисиці під личиною друзів можуть заявитися до курника.
При другій спробі прийти до Тутти Людвіга спіймав господар курника і посадив у клітку під охороною Максиміліана. Однак Тутта допомагає Людвігу хитрістю заманити Максиміліана в клітку і вибратися. Їхній план спрацював, і вони тікають у ліс, але Людвіг шкодує, що обдурив Максиміліана, який був добрий до нього.
Вночі Тутта випадково дізнається від Максиміліана, що люди хочуть влаштувати облаву на сім'ю Ларссонів. Вона біжить у ліс і знаходить Людвіга. Людвіг пропонує сім'ї бігти через таємний хід, а сам із Туттою вирішує відволікти людей. Фільм закінчується сценою, в якій Людвіг і Тутта разом лісом, а за ними стежить запишаний Максиміліан.

## У ролях
- Денис Зайцев
- Марія Яхонтова
- Олексій Круглов
- Ксенія Кутєпова
- Поліна Кутєпова
- Саша Навінскій
- Альберт Філозов
- Катерина Васильєва
- Ірина Мірошниченко
- Тетяна Агафонова
- Вадим Александров
- Тетяна Пельтцер
- Віра Титова
- Миколай Трофімов
- Микола Ферапонтов

## Творча група
- Сценарій: Георгій Полонський
- Режисер: Леонід Нечаєв
- Оператор: Володимир Калашников
- Композитор: Ігор Єфремов